# Нью-Рошелл (Нью-Йорк)
Нью-Рошелл (англ. New Rochelle) — місто (англ. city) в США, в окрузі Вестчестер на південному сході штату Нью-Йорк. Населення — 79 726 осіб (2020). Північне житлове передмістя Нью-Йорка.

## Історія
Місто засноване гугенотами 1688 року, які втекли з Франції через релігійні переслідуваня. Свою назву місто отримало на честь Ла-Рошель, звідки були родом колоністи.

## Географія
Нью-Рошелл розташований за координатами 40°55′24″ пн. ш. 73°46′46″ зх. д. / 40.92333° пн. ш. 73.77944° зх. д. (40.923243, -73.779344). За даними Бюро перепису населення США в 2010 році місто мало площу 34,28 км², з яких 26,81 км² — суходіл та 7,47 км² — водойми.

## Демографія
Згідно з переписом 2010 року, у місті мешкали 77 062 особи в 27 953 домогосподарствах у складі 18 179 родин. Густота населення становила 2248 осіб/км². Було 29586 помешкань (863/км²).
Расовий склад населення:
| - 65,2 % — білих - 19,3 % — чорних або афроамериканців - 4,2 % — азіатів - 0,5 % — корінних американців - 0,1 % — вихідців з тихоокеанських островів - 7,4 % — осіб інших рас |

До двох чи більше рас належало 3,3 %. Частка іспаномовних становила 27,8 % від усіх жителів.
За віковим діапазоном населення розподілялося таким чином: 22,7 % — особи молодші 18 років, 62,1 % — особи у віці 18—64 років, 15,2 % — особи у віці 65 років та старші. Медіана віку мешканця становила 38,4 року. На 100 осіб жіночої статі у місті припадало 92,3 чоловіків; на 100 жінок у віці від 18 років та старших — 88,5 чоловіків також старших 18 років.
Середній дохід на одне домашнє господарство становив 112 366 доларів США (медіана — 70 036), а середній дохід на одну сім'ю — 135 178 доларів (медіана — 89 547). Медіана доходів становила 62 076 доларів для чоловіків та 56 312 долари для жінок. За межею бідності перебувало 11,1 % осіб, у тому числі 16,2 % дітей у віці до 18 років та 11,4 % осіб у віці 65 років та старших.
Цивільне працевлаштоване населення становило 38 520 осіб. Основні галузі зайнятості: освіта, охорона здоров'я та соціальна допомога — 28,0 %, науковці, спеціалісти, менеджери — 13,7 %, роздрібна торгівля — 10,0 %, фінанси, страхування та нерухомість — 9,7 %.

## Уродженці
- Елізабет Ґлендовер Еванс (1856—1937) — американська соціальна реформаторка та суфражистка
- Джейн де Глен (1873—1961) — американська художниця
- Шервуд Роберт  (1896—1955) — американський драматург, журналіст, історик.